# Ministerio de Ciencia, Educación y Cultura del Reich
El Ministerio de Ciencia, Educación y Cultura del Reich (en alemán: Reichsministerium für Wissenschaft, Erziehung und Volksbildung), o sencillamente el Ministerio de Educación del Reich (Reichserziehungsministeriumm, abreviado REM), existió desde 1934 hasta 1945 bajo el liderazgo de Bernhard Rust y fue responsable de unificar el sistema educativo del Tercer Reich y alinearlo con los objetivos del ideal nacionalsocialista.

## Historia
El REM fue el sucesor del antiguo Preußisches Ministerium für Wissenschaft, Kunst und Volksbildung (Ministerio de Ciencia, Arte y Cultura de Prusia), creando por primera vez en Alemania una institución centralizada y jerárquica en control del sector educativo del Reich. En 1934, el REM asumió del «Reichsinnenministerium» (Ministerio del Interior del Reich) la supervisión de colegios y universidades en Alemania, así como de instituciones de investigación como el Physikalisch-Technische Reichsanstalt (abreviado PTR; Instituto Físico y Técnico del Reich); hoy, el PTR se conoce como Physikalisch-Technische Bundesanstalt
El edificio del ministerio en Berlín, Unter den Linden 4, fue destruido durante la Segunda Guerra Mundial, excepto el de 1903 construido por Paul Kieschke en la esquina de la extensión Wilhelm- / Behrenstraße. Hasta 1990 fue utilizado por el Ministerio de Educación de la RDA y después de 1994 por el Bundestag alemán como edificio de oficinas.

## Organización y funciones
El ministerio estaba gobernado por las escuelas y universidades, las instituciones de investigación y los museos en el Reich alemán, en el que servían unos 250.000 funcionarios. En 1934 existía la voluntad de crear un sistema escolar uniforme en Alemania: basado en la escuela primaria común de cuatro años, la escuela primaria de cuatro años (más formación profesional de tres años) o la escuela intermedia (más formación profesional de dos años) o la escuela superior. Ya en 1936 quedó claro que las diferencias regionales no podían unificarse rápidamente. La acción de la roya fue determinada por muchas consideraciones, y él siguió el lema, no a los niños en el nuevo estado hineinzuunterrichten sino para permitir a sí mismos para vivir. El año del país fue recientemente introducido el egresado de la escuela. Una nueva forma de escuela fue el Instituto Nacional de Educación Política, que surgió de las antiguas instituciones cadetes. En 1939, el Musische Gymnasium se creó Frankfurt.
Un papel especial jugó la Oficina K (oficina deEducación Física), que bajo la dirección de Carl Krümmel era que entró como Múnich ex campeón alemán de larga distancia para una carreras fuera de pista orientada en resistencia. Para hacer que los jóvenes varones sean rápidos como galgos, se aumentó el número de lecciones deportivas en todos los tipos de escuela y el contenido se orientó más al deporte y menos a la gimnasia. La enseñanza de la religión, sin embargo, se redujo más y más, se abolió la formación adecuada de los maestros.
Hasta 1938, solo se redactaron decretos individuales, que debían democratizar el sistema escolar de Weimar, como la creación de nuevas materias (genética y teoría de la raza el 15 de enero de 1935 o mantenimiento de la aviación el 17 de noviembre de 1934) y libros de texto, hasta 1938, se diseñó un sistema completamente nuevo Sin embargo, la implementación se retrasó en la guerra.
Con las nuevas reglas de educación en la escuela secundaria , la escuela secundaria tradicional fue rechazada en favor de una escuela secundaria deseable; Realgymnasien y las escuelas secundarias superiores eran de 1937 uniformemente referidas como "escuela secundaria". A finales de noviembre de 1936, el ministro de Educación del Reich, Bernhard Rust, decretó que la escuela debería acortarse de 13 a 12 años. La implementación del plan de cuatro años y las necesidades de la Wehrmacht y las profesiones académicas exigieron acortar el tiempo escolar para los estudiantes superiores de 13 a 12 años desde la Pascua de 1937 de realizar. Por lo tanto, los estudiantes de subprimaria (grado 12) ya aprobaron sus exámenes de matriculación en marzo de 1937, los estudiantes de primaria superior (grado 13) se fueron sin un examen escrito en 1937 a la escuela superior. A partir de Pascua de 1940, el " notabitur " después del 12º grado también se introdujo en las escuelas de niñas.
Después de la anexión de Austria en 1938, los nacionalsocialistas establecieron, de acuerdo con el modelo educacional austríaco y paralela a la escuela primaria alemana, una escuela secundaria para estudiantes de primaria dotados. El ministro de Educación, Bernhard Rust, dijo a la prensa en ese momento: "El original de la antigua escuela secundaria de Austria se introdujo en todo el imperio y se relacionó con los primeros cuatro años de la escuela secundaria del antiguo Reich".
La única escuela secundaria "nueva" de cuatro grados en última instancia debería desplazar a la escuela secundaria de seis años, también se la llamó "escuela civil" y se preparó para ocupaciones manuales. La Ley de Educación Obligatoria de 1938 fue por lo tanto crucial complementado el 16 de mayo, el 1941a La sección II (educación obligatoria) fue seguida por la nueva sección III (Educación primaria obligatoria): la educación obligatoria duraba ocho años. Los niños que deben asistir a la escuela primaria y tienen las calificaciones necesarias para asistir a la escuela primaria deben asistir a la escuela secundaria.
Después de cuatro años en la escuela primaria, las niñas y los niños fueron separados, para que las niñas pudieran ser educadas como la "madre alemana", por lo que se les dio principalmente las labores de limpieza y los niños a los "guerreros alemanes", la especialidad en la ciencia y asuntos relacionados con la guerra. Además, se admitieron nuevos libros de texto y materiales didácticos y se prohibieron muchos de índole izquierdista.

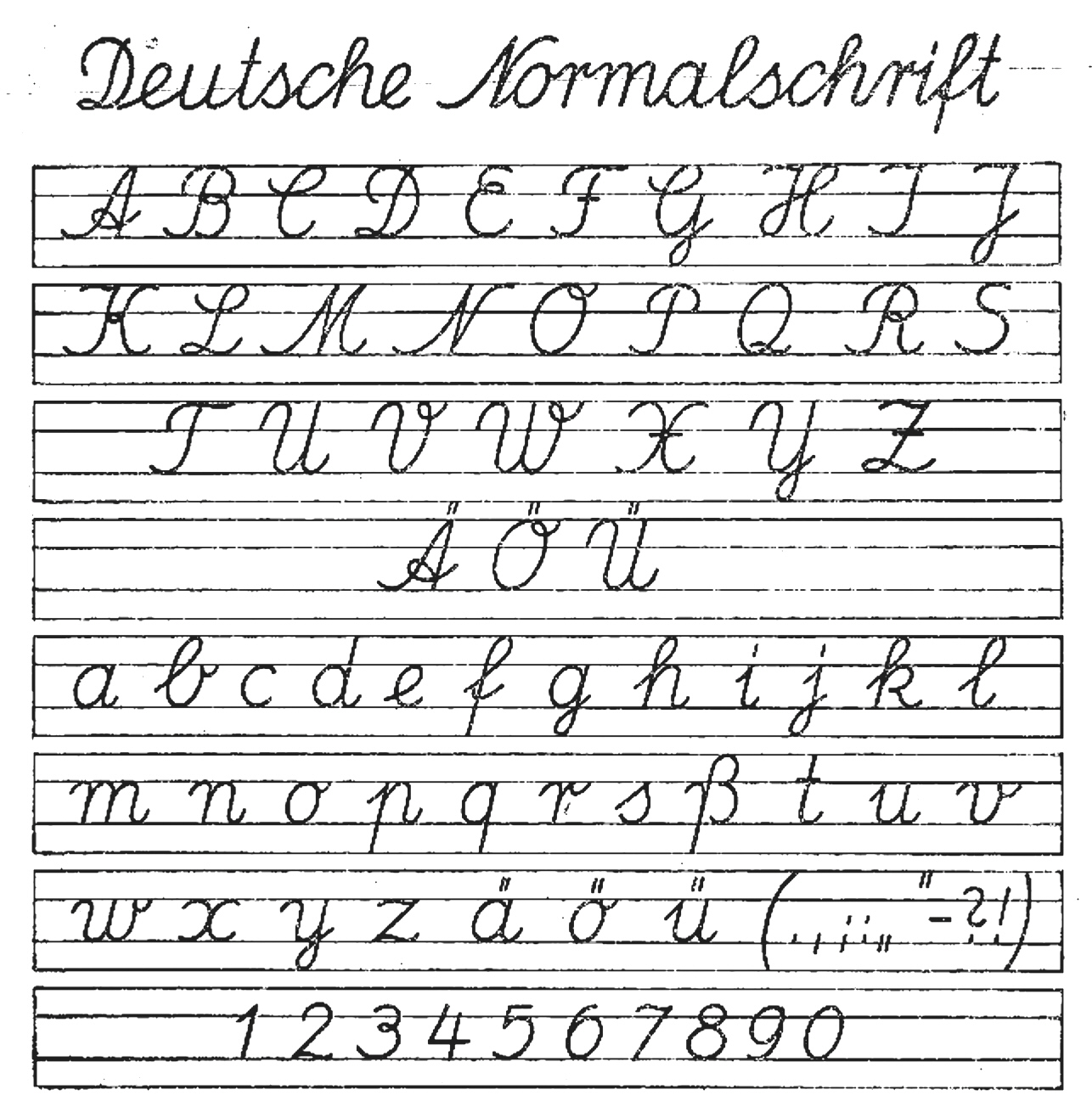
Otro decreto de 1941 se refería a la estandarización de la escritura cursiva en todas las escuelas alemanas.

## Ministros
|   | Nombre              | Periodo                                  | Partido | Partido |
| - | ------------------- | ---------------------------------------- | ------- | ------- |
| 1 | Bernhard Rust       | 1 de junio de 1934 - 30 de abril de 1945 |         | NSDAP   |
| 2 | Gustav Adolf Scheel | 30 de abril de 1945 - 2 de mayo de 1945  |         | NSDAP   |

Jefes de la REM Amt für Wissenschaft (Oficina de Ciencias)
- Theodor Vahlen: 1934 - 1937
- Otto Wacker: 1937 -1939
- Rudolf Mentzel: mayo de 1939 - 1945